# Српска православна црква у Бачкој Паланци
Српска православна црква у Бачкој Паланци је подигнута 1783. године и представља споменик културе од великог значаја.
Црква у Бачкој Паланци је посвећена Рођењу Светог Јована Крститеља. Зидали су мајстори Јосиф Циглер и Ернест Харле као једнобродну барокну цркву са звоником. Посебну вредност има иконостас украшен мноштвом мотива пуних стилизованих облика, рад је дрворезбара Георгија Девића из Бачке Паланке. Исти аутор извео је дрворезбарске радове на свећњацима испред иконостаса и на Христовом гробу. Осликавање иконостаса обавио је 1811. године Григорије Јездимировић, мајстор познобарокног опредељења, склон класицистичкој обради монументалних религиозних композиција. Овом сликару приписује се и зидна слика Саваота у слави, у своду над солејом. Христов гроб осликао је Константин Пантелић 1836. године.